# Sergio Aragonés Domenech
Sergio Aragonés Domenech   (Sant Mateu, 6 de setembre de 1937) és un dibuixant de còmic d'origen valencià, nacionalitzat com a mexicà i resident a Ojai, Califòrnia. Conegut per ser un dels dibuixants veterans de la Revista MAD, inventor dels anomenats "marginals" i acudits menuts en els marges de la revista. També és autor del seu pròpi còmic Groo the Wanderer sobre un guerrer curt d'enteniment. Groo va ser un dels primers còmics publicat als Estats Units per una editorial comercial mantenint els autors la propietat legal sobre el personatge.

## Biografia
Sergio Aragonés va néixer a Sant Mateu (Baix Maestrat) País Valencià, l'any 1937.
El seu pare va lluitar al Bàndol republicà a la Guerra Civil espanyola. L'any 1938, després de l'avanç de les tropes nacionals es va retirar cap a França, però després de la victòria del franquisme i la imminent deportació dels republicans exiliats a França cap a Espanya, va decidir traslladar-se a Mèxic, i és en aquest país on va créixer i viure durant uns anys Sergio Aragonés.
A la revista JaJa va publicar els seus primers acudits gràfics. L'any 1955, va començar la carrera d'arquitectura a la universitat. També es va apuntar a un grup de teatre universitari. En aquest grup i va aprendre l'art del mim; un dels companys d'aquest grup era el guionista Alejandro Jodorowsky. Aquesta experiència li va servir per dominar les expressions corporals que posteriorment va aplicar als seus dibuixos.
El 1957 va començar una secció d'una pàgina al setmanari Mañana. En veure que la seva carrera de dibuixant de còmic no avançava tot el que ell hauria volgut, el 1962, i amb només 20 dòlars a la butxaca, va pujar a un autocar. Hi va decidir d'anar-se'n a Nova York, per guanyar-se la vida amb el dibuix. Durant els sis primers mesos, es va guanyar la vida recitant poesia flamenca en un cafè. Al cap de sis mesos va vendre dues pàgines d'acudits d'astronautes a la revista de còmic MAD. La col·laboració amb aquesta revista es va perllongar al llarg del temps i així el 1999, no havia deixat de col·laborar-hi ni en un sol número. A principis de la dècada de 1980 va formar equip amb el guionista Mark Evanier per realitzar Groo the Wanderer sobre un guerrer curt d'enteniment, el seu personatge més conegut.

## Premis
Aragonés ha aconseguit els premis més importants en el món del còmic, inclosos el Reuben Award i el Will Eisner Hall of Fame Award. El seu comic The Mighty Magnor va rebre el premi a la millor obra estrangera publicada a Espanya al Saló Internacional del Còmic de Barcelona de 1995.